# Курганка (деревня, Липецкая область)
Курга́нка — деревня в Тербунском районе Липецкой области России. Входит в состав Кургано-Головинского сельсовета.

## География
Деревня находится в юго-западной части Липецкой области, в лесостепной зоне, в пределах Среднерусской возвышенности, на левом берегу реки Курганка (приток реки Олым), на расстоянии примерно 8 километров (по прямой) к северо-западу от села Тербуны, административного центра района. Абсолютная высота — 172 метра над уровнем моря.
Климат умеренно континентальный с тёплым летом и умеренно морозной зимой. Годовое количество осадков — 450—500 мм. Средняя температура января составляет −9,5 °C, июля — +19,5 °C.
Часовой пояс
Деревня Курганка, как и вся Липецкая область, находится в часовой зоне МСК (московское время). Смещение применяемого времени относительно UTC составляет +3:00.

## Население
| 2009 | 2010 |
| ---- | ---- |
| 69   | ↘68  |

Гендерный состав
По данным Всероссийской переписи населения 2010 года в гендерной структуре населения мужчины составляли 47,1 %, женщины — соответственно 52,9 %.
Национальный состав
Согласно результатам переписи 2002 года, в национальной структуре населения русские составляли 100 % из 40 человек.